# إيرابترا
إيرابترا : (باليونانية: Ιεράπετρα)، (بالإنجليزية:Ierapetra)، بلدة يونانية ومركز لبلدية تقع في جنوب البلاد ضمن جزيرة كريت، إدارياً هي تفع في مقاطعة لاسيثي التي تتبع إدارياً لإقليم كريت.

## الموقع، والسكان
تقع البلدة على الساحل الجنوبي لجزيرة كريت في الجهة الشرقية من هذه الجزيرة. تبعد البلدة مسافة 25 كيلومتر إلى الجنوب من أغيوس نيكولاوس عاصمة لاسيثي، ومسافة 90 كيلومتر إلى الجنوب الشرقي من إيراكليو عاصمة كريت وأكبر مدينة فيها.
يبلغ عدد سكان البلدة وحدها حوالي (12) ألف نسمة، بينما يصبح عدد السكان مع الأقسام التابعة لبلدية إيرابترا حوالي (24) ألف نسمة (الإحصاء السكاني لعام 2001).
وبالتالي تكون إيرابترا رابع أكبر مدينة في كريت بعد إيراكليو، خانيا وريثيمنو. وأكبر مدينة على الساحل الجنوبي لكريت.

## التسمية
يعني اسم البلدة (إيرابترا) الصخرة المقدسة في اللغة اليونانية، وهي مشتقة من (Ιερά=Hiera) وتعني مقدسة، و(πετρα=Petra) وتعني صخرة. يصبح اسم البلدة في اللهجة المحلية غيرابترو (Gerapetro).
الاسم القديم للبلدة هو هييرابيتنا (Hierapytna).

## التاريخ

### الفترة القديمة
يعود تاريخ المدينة إلى الفترة الـمينوية، حيث كانت وقتها بلدة صغيرة ذات نشاط خاص في التجارة بين كريت ومصر. تشير السجلات التاريخية أن إيرابترا أخذت بعد ذلك تتطور بسرعة وأصبحت أكبر مركز تجاري وعسكري في شرق كريت، وكانت مدينة دورية في تلك الفترة وأخذت تنافس آخر المدن الـمينوية في الجزيرة.
اعتمدت البلدة في القرن الثالث قبل الميلاد بأنها تعتمد على القرصنة، ودخلت في الحرب الكريتية إلى جانب فيليب المقدوني ضد كنوسوس ورودس. فقدت إيرابترا استقلاليتها خلال الفترة الـرومانية، ولكنها حافظت نوعاً ما على مكانتها في شرق كريت.

### الفترة البيزنطية والقرون الوسطى

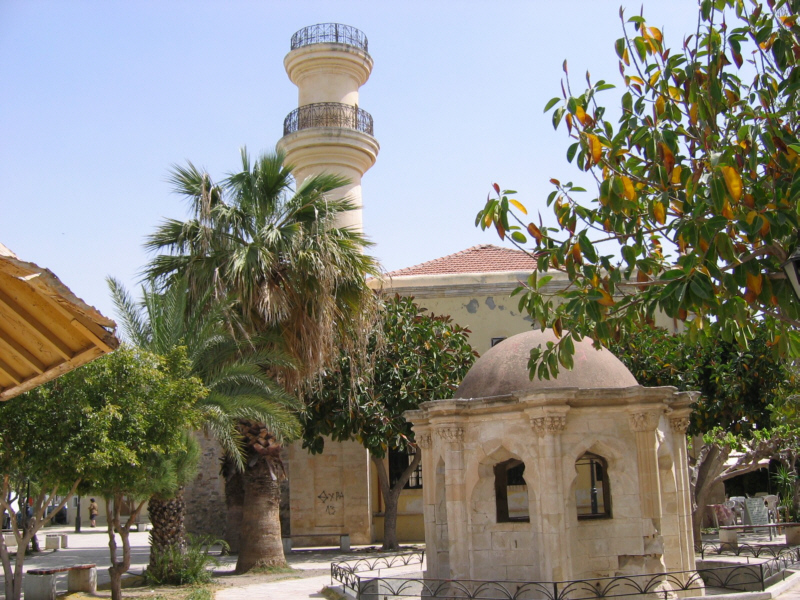
مسجد البلدة العثماني

ازدهرت البلدة خلال الفترة الـبيزنطية، وكانت مركزاً أسقفياً، ولكنها تدمرت بفعل زلزال قوي عام 795 م. احتلها العرب بدءاً من العام 824 م. وكانت أول بلدة تسقط بيدهم، ولكنها لم تلعب دوراً مهماً أثناء الفترة العربية، ولم تعدو كونها ميناء يعتمد على القرصنة.

### الفترة الفينيسية والعثمانية
احتلتها البندقية من الـقرن الثالث عشر وحتى الـالسابع عشر، وقاموا بتحصينها جيداً.
سقطت البلدة عام 1647 بيد الـعثمانيين بعد قرن من شنهم الغارات على المدن الساحلية الكريتية.
استقر فيها نابليون في تموز/جونيه عام 1798 م. عندما كان في طريقه إلى مصر، وقد أقام في أحد بيوتها.

## المعالم الأساسية
تقسم البلدة إلى قسمين الأول يدعى كاتو ميرا بمعنى (القسم المنخفض) (Kato Mera) والثاني بانو ميرا (Pano Mera) بمعنى (القسم المرتفع). كاتو ميرا هي البلدة القديمة في إيرابترا وأهم معالمها:
- حصن كاليس (Kales): وهو حصن بناه الـفينيسيون في الـقرن الثالث عشر في نهاية المرفأ، استمر استخدامها كحصن عسكري حتى نهاية الـقرن التاسع عشر من قبل العثمانيين.
- بيت نابليون: وهو بيت تقليدي ضمن المدينة القديمة المميزة بأزقتها الضيقة وطابعها المتوسطي، يعتقد أن نابليون بونابرت أقام فيه أثناء طريقه إلى مصر.
- متحف إيرابترا الأركيولوجي: ويحتل مبنى المدرسة التركية المسماة مجتبه (Mectepe)، وتوجد ضمنه مجموعة أثرية وجدت في البلدة.
- الجامع العثماني: وكان كنيسة القديس يوحنا (آغيوس يوانيس) سابقاً، عندما قام الأتراك بتحويله إلى مسجد
- كنيسة القديس جورج (آغيوس يورغوس): وتعود للعام 1856 م.

## متفرقات
- يعتمد اقتصاد البلدة على السياحة والـزراعات المحمية، وأيضاً إنتاج زيت الزيتون.
- يجري في المدينة وفي كل صيف مهرجان موسيقي يدعى مهرجان كريفيا (Krivia).
- أهم نادي رياضي في المدينة هو أو أف إي إيرابترا ويلعب فريقه لكرة القدم في دوري الدرجة الثالثة اليوناني (موسم 2007-2008).
- يوجد في البلدة قسم التجارة والتسويق التجاري التابع للمعهد التقاني العالي في كريت.
- تعتير البلدة أقصى مدينة أوروبية من جهة الجنوب، (دون اعنبار قبرص تابعة جغرافياً للقارة الأوربية).
- صور في الشواطىْ القريبة العديد من مشاهد فيلم زوربا، ومنها المشهد الشهير لـأنتوني كوين عندما كان يرقص السيرتاكي على الشاطئ.

## معرض صور

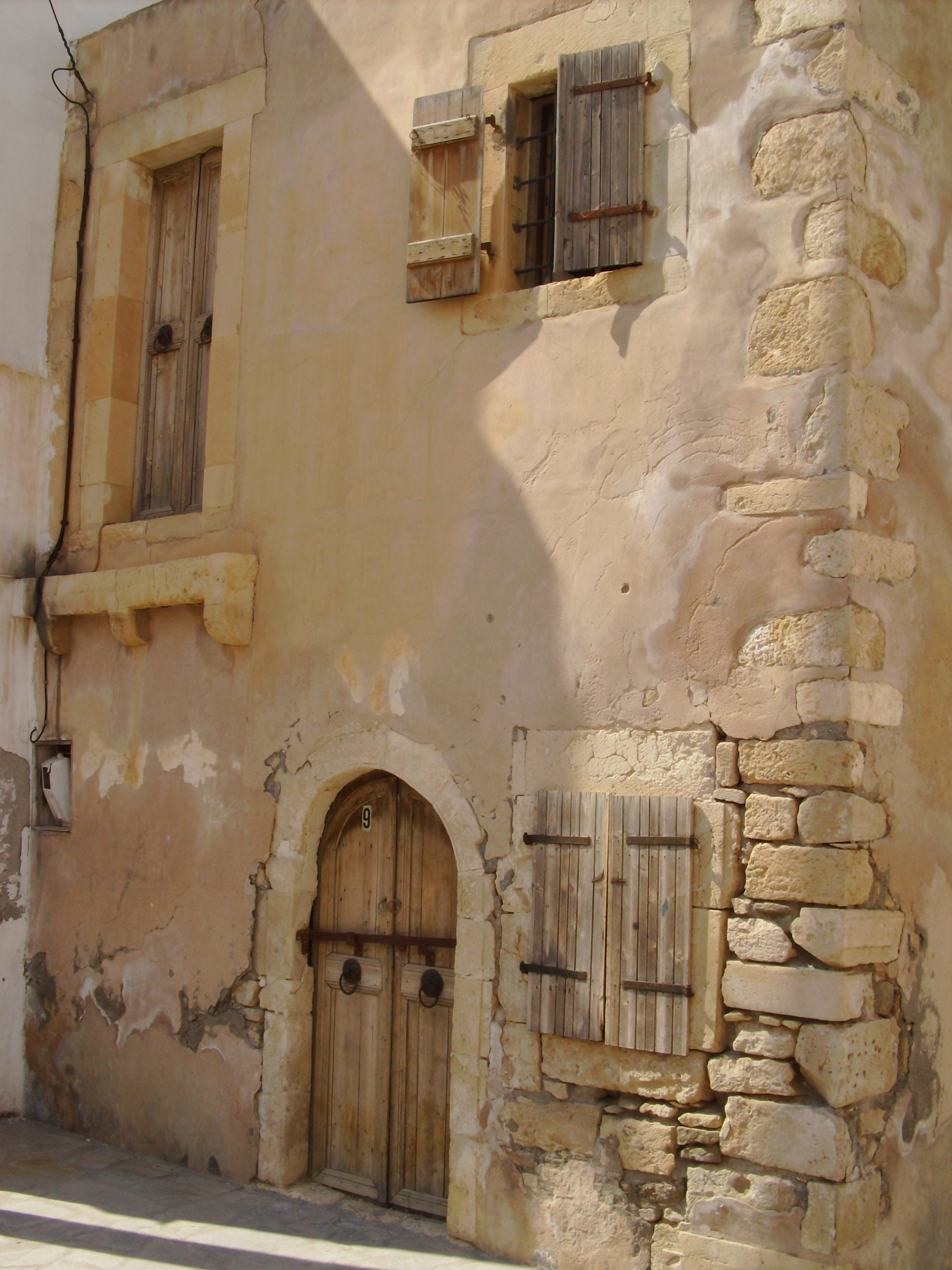
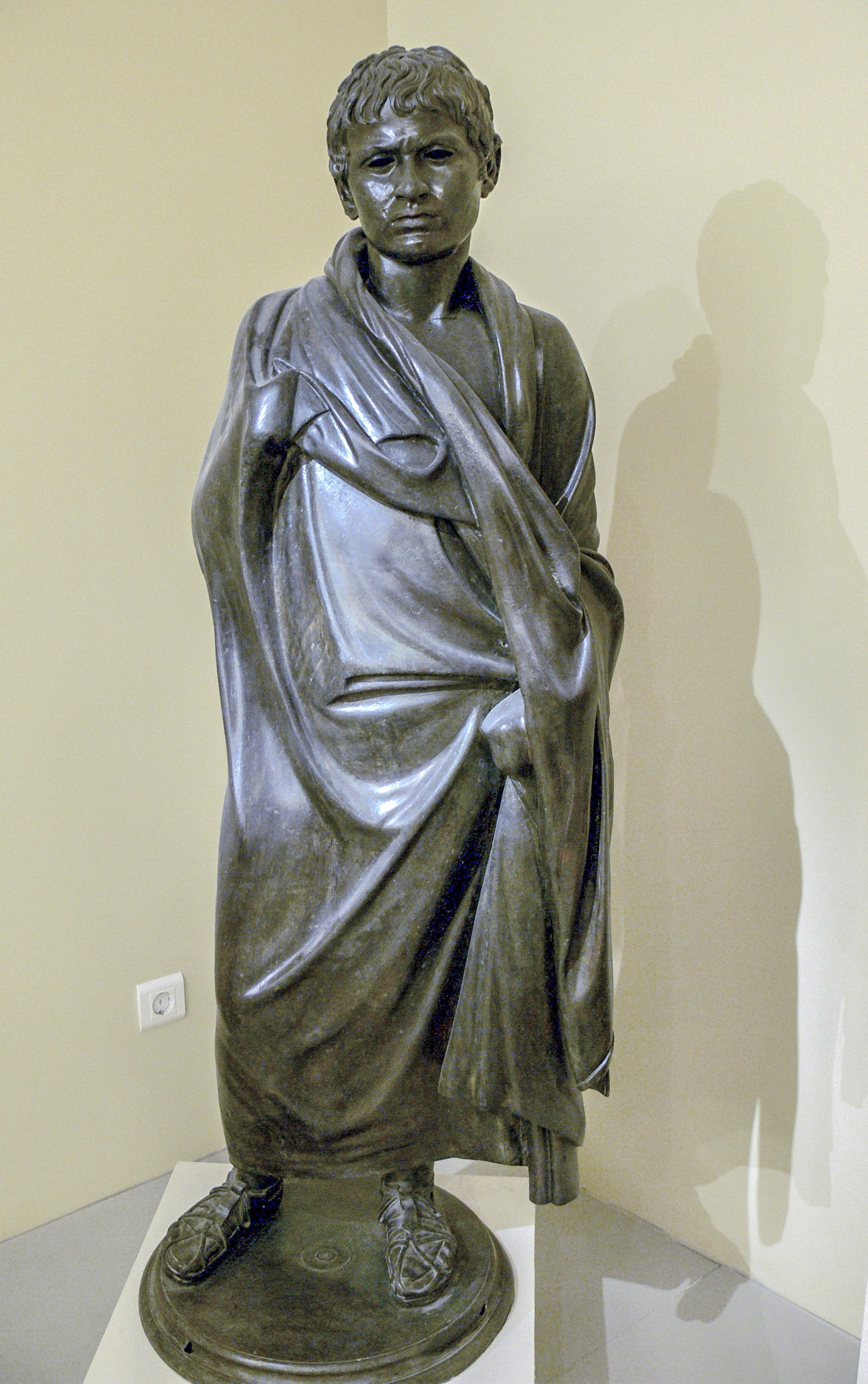
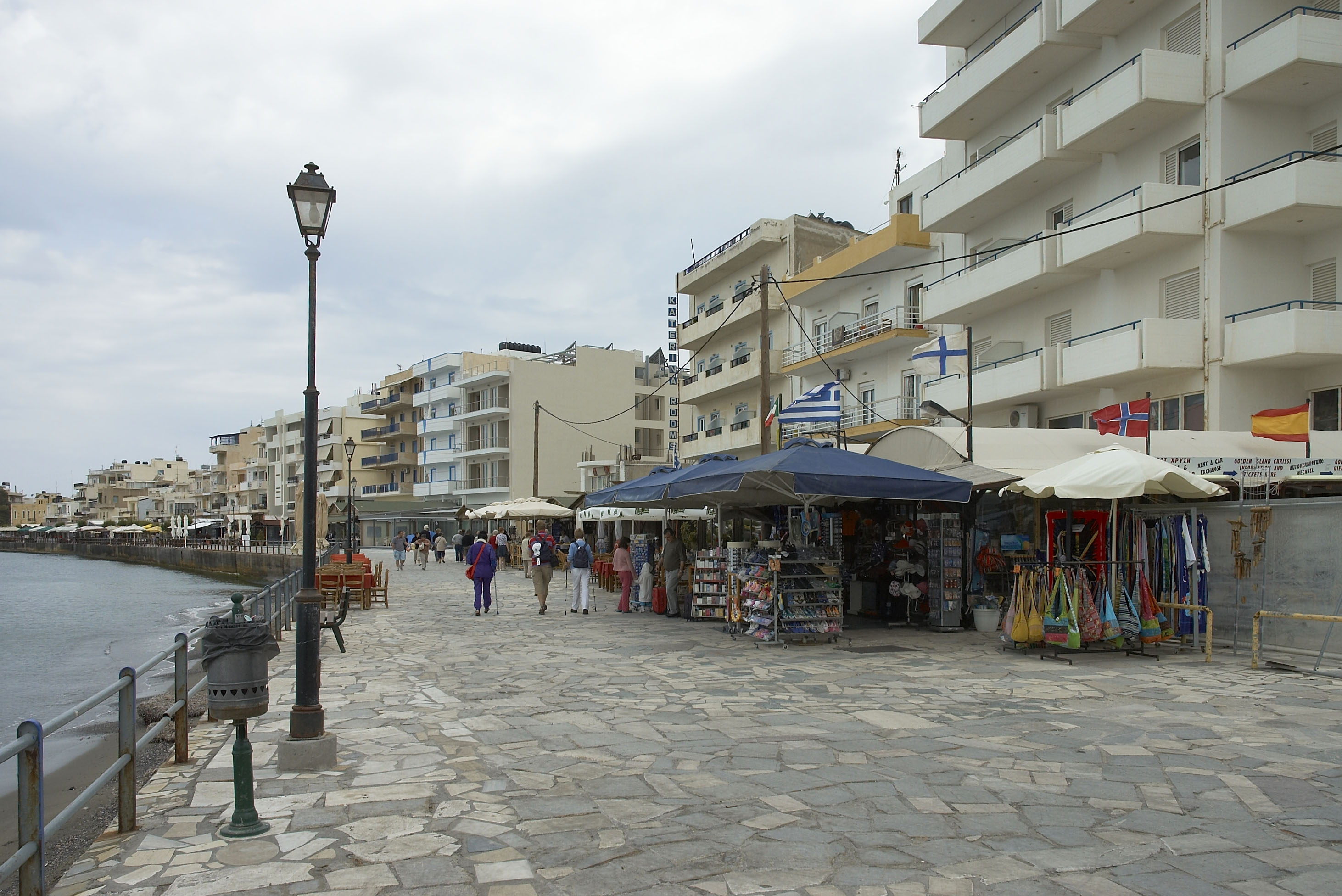
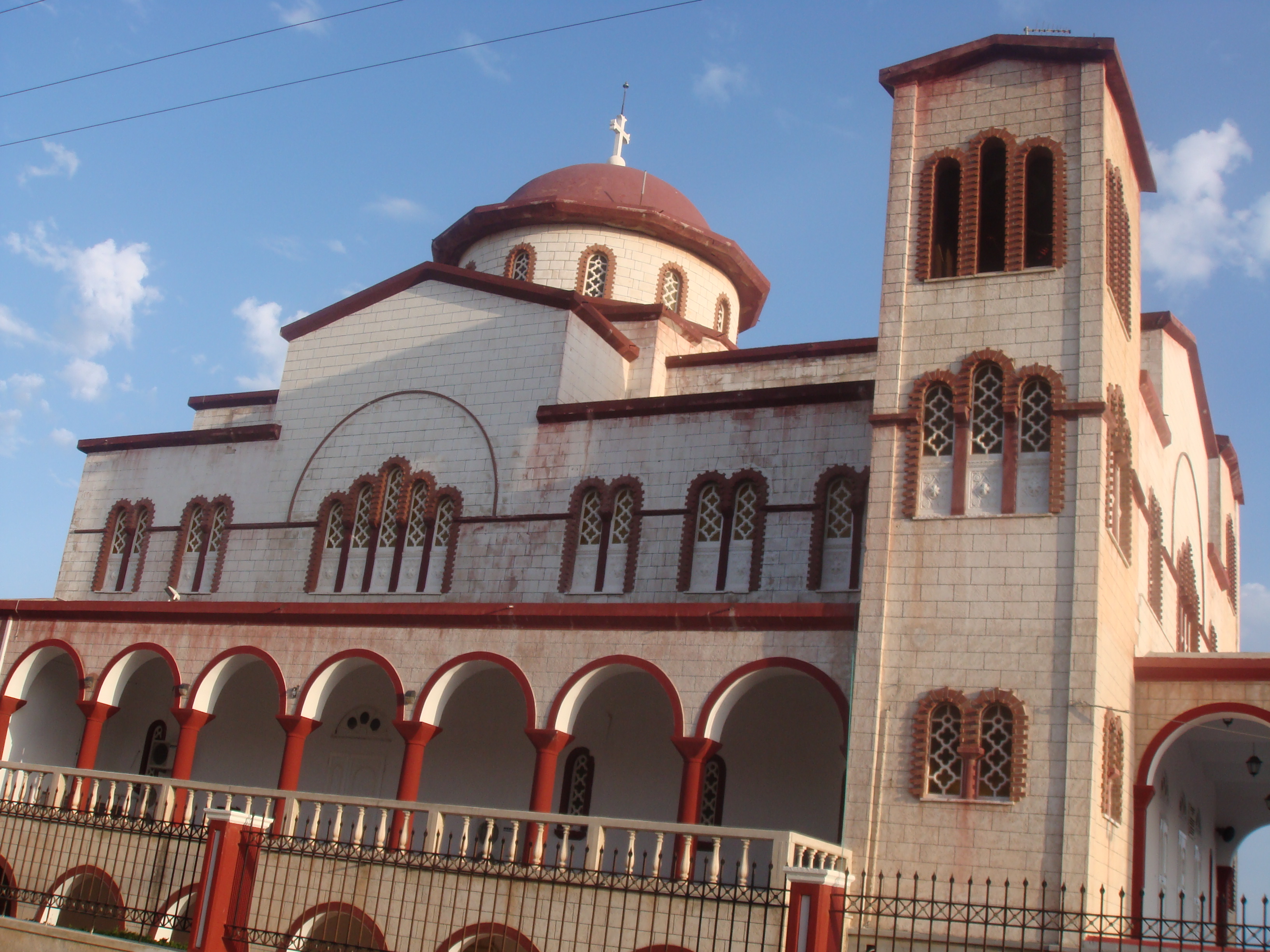

## وصلات خارجية
- موقع المدينة الرسمي